# Honomu
Honomu es un lugar designado por el censo ubicado en el condado de Hawái en el estado estadounidense de Hawái. En el año 2000 tenía una población de 541 habitantes y una densidad poblacional de 416.2 personas por km².

## Geografía
Honomu se encuentra ubicado en las coordenadas 19°52′17″N 155°7′1″O / 19.87139, -155.11694. Según la Oficina del Censo, la localidad tiene un área total de 1,3 km² (0,5 mi²), de la cual 1,2 km² (0,5 mi²) es tierra y 0,1 km² (0 mi²) (6.12%) es agua.

## Demografía
Según la Oficina del Censo en 2000 los ingresos medios por hogar en la localidad eran de $30.179, y los ingresos medios por familia eran $35.536. Los hombres tenían unos ingresos medios de $28.438 frente a los $19.167 para las mujeres. La renta per cápita para la localidad era de $15.190. Alrededor del 11.9% de las familias y del 16.6% de la población estaban por debajo del umbral de pobreza.